# Vitex parviflora
Vitex parviflora är en kransblommig växtart som beskrevs av Antoine Laurent de Jussieu. Vitex parviflora ingår i släktet Vitex och familjen kransblommiga växter. IUCN kategoriserar arten globalt som sårbar. Inga underarter finns listade i Catalogue of Life.